# Nicolas Chauvin
Nicolas Chauvin (nacido posiblemente en Rochefort, Charente Marítimo, Francia, 1780) fue un soldado imaginario que encarna el patriotismo francés que sirvió en el Primer Ejército de la República Francesa y posteriormente en La Grande Armée de Napoleón Bonaparte. Su nombre es el origen del término «chovinismo» o «chauvinismo» (eponimia).

## Historia
Chauvin se alistó a los 18 años. Se le conoce porque resultó herido 17 veces en servicio a su nación, de lo cual le quedaron desfiguraciones y mutilaciones graves. Por su lealtad y dedicación, el mismísimo Napoleón le otorgó el Sable del Honor y una pensión de 200 francos. Se dice que su heroísmo era proporcional a su exhibicionismo y falta de modestia.
Su devoción y amor por Napoleón lo convertirían luego, en la era post-napoleónica, en objeto de burla y ridículo cuando la nación había perdido su idealismo y apasionado patriotismo tradicional. También sería ironizado en las obras producidas para la Vodevil original, incluida La Cocarde Tricolore (La Escarapela Tricolor, 1831), de los hermanos Cogniard, en referencia a los tres colores de la bandera francesa.

## El vocablo chovinismo
A partir de las obras que lo tenían como protagonista, se consolidaría el término «chovinismo» como expresión de maneras y nacionalismo exagerados.
Actualmente el chovinismo se asocia al sentimiento ultranacionalista de ciertos grupos, que los lleva a odiar a minorías o a la xenofobia, mediante exaltación de valores ridículos o de escasa consideración. Los marxistas aplicaron este término de manera histórica al alineamento con las distintas formas de imperialismo, en especial con sus esfuerzos bélicos. O en el caso del «chovinismo» masculino o blanco, para calificar el apoyo a los derechos del opresor sobre los oprimidos. El Women's Lib, movimiento de emancipación femenina de la década de 1970, inmortalizó su crítica a los machistas al denominarlos «puercos chovinistas».